# Mike Moran
Mike Moran (Leeds, 4 maart 1948) is een Britse keyboardspeler. Hij studeerde aan de Royal College of Music in Londen. 
Hij zit al een tijdje in het muziekleven, bij onder andere Blue Mink en Ray Thomas als hij voor het eerst in de spotlights treedt in 1977 toen hij samen met Lynsey de Paul het lied Rock bottom schreef waarmee ze het Verenigd Koninkrijk vertegenwoordigden op het Eurovisiesongfestival in eigen land. In het begin van de stemming stonden ze aan de leiding, maar uiteindelijk eindigden ze op de 2de plaats. Het lied werd wel een hit in Frankrijk, Duitsland, Oostenrijk en Zwitserland, in eigen land was het lied niet zo succesvol.
Lynsay en Mike schreven samen nog verschillende liedjes zoals "Let Your Body Go Downtown", "Going to a Disco", "Without You", "Now and Then" en "Just a Little Time".
Andere liedjes waar Moran aan meegeholpen heeft zijn All God's People van Queen, Barcelona van Freddie Mercury en Snot Rap van Kenny Everett.
Moran heeft gewerkt met Ozzy Osbourne, Nicko McBrain, George Harrison en verschillende leden van Queen. Hij was co-producer, arrangeur, toetsenist en co-auteur van alle nummers op het album Barcelona, de klassieke cross-over samenwerking tussen Queen frontman Freddie Mercury en operazangeres Montserrat Caballé, uitgebracht in 1988. Hij produceerde The Queen Album (1988), Piaf (1994) en Essential Musicals (2006) voor Elaine Paige.
Meer recent verscheen Moran in Dragons' Den (serie 7, aflevering 3) als muzikaal regisseur van een Dusty Springfield musical, en hij produceerde ook het Tommy Fleming album The West's Awake (2014).
1957: Patricia Bredin · 
1959: Pearl Carr & Teddy Johnson · 
1960: Bryan Johnson · 
1961: The Allisons · 
1962: Ronnie Carroll · 
1963: Ronnie Carroll · 
1964: Matt Monro · 
1965: Kathy Kirby · 
1966: Kenneth McKellar · 
1967: Sandie Shaw · 
1968: Cliff Richard · 
1969: Lulu · 
1970: Mary Hopkin · 
1971: Clodagh Rodgers · 
1972: The New Seekers · 
1973: Cliff Richard · 
1974: Olivia Newton-John · 
1975: The Shadows · 
1976: Brotherhood of Man · 
1977: Lynsey de Paul & Mike Moran · 
1978: Co-Co · 
1979: Black Lace · 
1980: Prima Donna · 
1981: Bucks Fizz · 
1982: Bardo · 
1983: Sweet Dreams · 
1984: Belle & The Devotions · 
1985: Vikki Watson · 
1986: Ryder · 
1987: Rikki · 
1988: Scott Fitzgerald · 
1989: Live Report · 
1990: Emma · 
1991: Samantha Janus · 
1992: Michael Ball · 
1993: Sonia · 
1994: Frances Ruffelle · 
1995: Love City Groove · 
1996: Gina G · 
1997: Katrina & the Waves · 
1998: Imaani · 
1999: Precious · 
2000: Nicki French · 
2001: Lindsay Dracass · 
2002: Jessica Garlick · 
2003: Jemini · 
2004: James Fox · 
2005: Javine Hylton · 
2006: Daz Sampson · 
2007: Scooch · 
2008: Andy Abraham · 
2009: Jade Ewen · 
2010: Josh Dubovie · 
2011: Blue · 
2012: Engelbert Humperdinck · 
2013: Bonnie Tyler · 
2014: Molly · 
2015: Electro Velvet · 
2016: Joe & Jake · 
2017: Lucie Jones · 
2018: SuRie · 
2019: Michael Rice · 
2021: James Newman ·
2022: Sam Ryder ·
2023: Mae Muller ·
2024: Olly Alexander ·
2025: Remember Monday
- Bibsys: 11026468
- Gemeinsame Normdatei: 13446611X
- International Standard Name Identifier: 0000 0000 7881 3432
- Library of Congress Control Number: no2012142684
- MusicBrainz: b5859eea-e825-4a6c-9272-f3fada390345
- Nationale Bibliotheek van Tsjechië: xx0075020
- Nationale Bibliotheek van Israël: 987007416701305171
- SNAC: w6x95b8x
- Système universitaire de documentation: 174129777
- Virtual International Authority File: 79634222
- WorldCat: E39PBJx4pFdPv8hMR9cFVCMXVC